# Palude di Onara e corso d'acqua di risorgiva S. Girolamo
Palude di Onara e corso d'acqua di risorgiva S. Girolamo este o arie protejată (arie specială de conservare — SAC, sit de importanță comunitară — SCI) din Italia întinsă pe o suprafață de 148 ha, integral pe uscat.

## Localizare
Centrul sitului Palude di Onara e corso d'acqua di risorgiva S. Girolamo este situat la coordonatele 45°37′14″N 11°49′03″E / 45.620556°N 11.8175°E.

## Înființare
Situl Palude di Onara e corso d'acqua di risorgiva S. Girolamo a fost declarat sit de importanță comunitară în septembrie 2006 pentru a proteja 1 specie de plante și 11 specii de animale. Situl a fost protejat și ca arie specială de conservare în iulie 2018.

## Biodiversitate
Situată în ecoregiunea continentală, aria protejată conține 5 habitate naturale: Cursuri de apă de la nivel de câmpie la nivel montan, cu vegetație Ranunculion fluitantis și Callitricho-Batrachion, Pajiști cu Molinia pe soluri calcaroase, turboase sau argilos-nămoloase (Molinion caeruleae), Mlaștini calcaroase cu Cladium mariscus și specii de Caricion davallianae, Păduri ilirice de stejar și carpen (Erythronio-Carpinion), Mlaștini alcaline.
La baza desemnării sitului se află mai multe specii protejate:
- plante (1): Euphrasia marchesettii
- păsări (5): pescăruș albastru (Alcedo atthis), stârc roșu (Ardea purpurea), erete de stuf (Circus aeruginosus), stârc pitic (Ixobrychus minutus), stârc de noapte (Nycticorax nycticorax)
- amfibieni (2): Rana latastei, Triturus carnifex
- nevertebrate (1): fluturele purpuriu (Lycaena dispar)
- pești (3): Cobitis bilineata, Lethenteron zanandreai, Sabanejewia larvata

Pe lângă speciile protejate, pe teritoriul sitului au mai fost identificate 13 specii de plante, 3 specii de mamifere, 1 specie de reptile.